# Geometria rzutowa
Geometria rzutowa – dział matematyki zajmujący się badaniem własności figur geometrycznych, które nie zmieniają się przy przekształceniach rzutowych. Do najważniejszych pojęć geometrii rzutowej należą: prosta, płaszczyzna oraz dwustosunek czwórki punktów. Twórcą geometrii rzutowej był francuski matematyk Jean-Victor Poncelet, który jej podstawy podał w 1822.
Przekształceniem rzutowym jest każde wzajemnie jednoznaczne przekształcenie przestrzeni rzutowej wymiaru powyżej 1 zachowujące współliniowość punktów.
Punktem w nieskończoności (punktem niewłaściwym, punktem nieskończenie dalekim) jest pewien kierunek, czyli pewien zbiór prostych wzajemnie równoległych.
Płaszczyznę rzutową otrzymuje się przez dodanie do płaszczyzny euklidesowej punktów w nieskończoności. 
Prostą rzutową nazywa się prostą euklidesową uzupełnioną o punkt w nieskończoności (tzw. proste właściwe) lub zbiór wszystkich punktów w nieskończoności (tzw. prosta niewłaściwa). 
Na płaszczyźnie rzutowej nie ma prostych równoległych i każde dwie proste przecinają się w jednym punkcie; podobną konstrukcję przeprowadza się w przestrzeniach o więcej niż dwóch wymiarach. 
Ważnym pojęciem geometrii rzutowej jest zasada dualności, mówiąca, że dowolne twierdzenie (zdanie prawdziwe) na płaszczyźnie rzutowej pozostaje twierdzeniem (zdaniem prawdziwym), jeśli zamienimy w nim pojęcia "prosta" i "punkt" (i odpowiednio "przechodzi przez" i "leży na"). Przykładami twierdzeń dualnych są twierdzenie Brianchona i twierdzenie Pascala.